# Carlos Henríquez Consalvi
Carlos Henríquez Consalvi, bijnaam Santiago (Mérida, 1947), is een Venezolaans journalist, radiomaker en museumdirecteur.

## Leven

### Jeugd en studie
Consalvi's ouders waren tegenstanders van de Venezolaanse dictatuur, waardoor hij een deel van zijn jeugd in Mexico en Costa Rica moest doorbrengen. Na het einde van de dictatuur in 1958 keerde het gezin terug.
Consalvi studeerde journalistiek aan de Centrale Universiteit van Venezuela. Nadat op 23 december 1972 een aardbeving de stad Manugua grotendeels had verwoest, reisde hij met een groep jongeren naar de Nicaraguaanse hoofdstad om daar slachtoffers te helpen.

### Loopbaan
De grote belangstelling van Consalvi voor de geschiedenis bracht hem voor onderzoek van archieven in Parijs, Madrid en Rome. Vervolgens verbleef hij in Nicaragua voor onderzoek van de 19e eeuw van Centraal-Amerika, waar hij ook was toen op 10 januari 1977 de eigenaar van het dagblad La Prensa, Pedro Joaquín Chamorro Cardenal, werd vermoord. Consalvi begon daarop redactionele artikelen over de mensenrechten in het land te schrijven voor deze krant.
Na de val van de familie Somoza in 1979 en aan het begin van de regering van de sandinisten verhuisde Consalvi naar El Salvador, waar hij in 1980 Radio Venceremos in het leven riep, een ondergronds radiostation dat met illegale uitzendingen tegenwicht bood aan de berichtgeving van de Nicaraguaanse regering tijdens de burgeroorlog (1980-1991). Over deze tijd schreef hij later het boek La Terquedad del Izote.
Het besef van het belang dat de herinnering aan de culturele geschiedenis heeft voor de opbouw van een nieuwe samenleving, bracht hem in 1996 tot de oprichting van het Museo de la Palabra y la Imagen (Museum van het Woord en Beeld). Het museum opende de deuren in 1999 en bewaart een unieke collectie aan films, foto's, geschriften en objecten over de cultuur en geschiedenis van El Salvador. Met het museum heeft hij zich ten doel gesteld mensenrechten, sociale rechtvaardigheid en vrede te bevorderen.
Consalvi legde zich verder nog toe op de productie van enkele documentaires, schreef enkele romans en publiceerde een groot aantal literaire verhalen.
Consalvi bracht verder verschillend audiovisueel werk uit, waaronder de historische documentaire 1932, cicatriz de la memoria en La Frontera del Olvido, eveneens een documentaire. Verder maakte hij een tekenfilm van het werk van de Salvadoraanse schrijver Salarrué, Cuentos de Cipotes.

## Werk

### Exposities
- La Huella de la memoria
- Roque Dalton: La palabra del volcán
- Kabrakan, la furia de los Dioses
- El Legado de Salarrué
- Prudencia Ayala, la lucha por los derechos femeninos
- De la Guerra a la Paz
- El Mozote, nunca más
- Memoria de los Izalcos
- Patria Peregrina, Vida y Obra de Pedro Geoffray Rivas

## Onderscheiding
Consalvi ontving in 2008 de Prins Claus Prijs in de categorie Collectieve Herinnering en Journalistiek. Het Prins Claus Fonds kende hem de prijs toe "als eerbetoon voor zijn verdiensten als journalist, voor het scheppen van ruimte en vrijheid en voor zijn inspanningen om de collectieve herinnering levend te houden en het belang daarvan voor de wederopbouw van de Salvadoraanse maatschappij te onderstrepen".[dode link]